# Beka Budzhiashvili
Beka Budzhiashvili –en georgiano: ბექა ბუჯიაშვილი– (3 de julio de 1993) es un deportista georgiano que compite en lucha libre. Ganó una medalla de bronce en el Campeonato Europeo de Lucha de 2022, en la categoría de 57 kg.

## Palmarés internacional
| Campeonato Europeo | Campeonato Europeo | Campeonato Europeo | Campeonato Europeo |
| Año                | Lugar              | Medalla            | Categoría          |
| ------------------ | ------------------ | ------------------ | ------------------ |
| 2022               | Budapest (Hungría) | Medalla de bronce  | 57 kg              |